# Oerlikon Millennium
Oerlikon Millennium 35 mm Naval Gun System er et Close-in weapon system (CIWS) produceret af Rheinmetall og Oerlikon Contraves.

## Historie
Omkring 1990, besluttede Oerlikon Contraves at udvikle en kanon der kunne bruge nuværende 35 mm ammunition og det nye AHEAD (Advanced Hit Efficiency And Destruction) projektiler der spreder et tæppe bestående af 152 wolfram-cylindere i luften. Udviklingen af kanonen begyndte i tredje kvartal 1992 med affyringstests allerede så tidligt som i 1994. Ved Farnborough Luftshowet i september 1994, fremviste Oerlikon Contraves dets 35 mm for første gang for offentligheden. Det havde dengang projektbetegnelsen 35/1000, hvilket stammede fra dets kaliber og skudkadance. Betegnelsen blev senere ændret til KDG. I januar 1995, underskrev det schweiziske firma en kontrakt med Royal Ordnance om udviklingen af en skibsbaseret kanon baseret på KDG, som igen blev omdøbt til Millennium MDG-35. Kontrakten udløb i 1999 men Oerlikon Contraves fortsatte udviklingen af våbenet efter endnu en navneændring, denne gang til GDM-008. 
Ved US Navy League konventionen i marts 2002 blev der indgået en aftale mellem Oerlikon Contraves og Lockheed Martin om at producere kanonen. Millennium kanonsystemet undergår for tiden tests for at godkende systemet til brug på amerikanske krigsskibe. US Naval Sea Systems Command (Navsea) færdiggjorde i 2006 de første jordbaserede tests af Millennium kanonen og forberedte nye tests til søs i i 2006. Millennium kanonen indgik i operativ tjeneste i 2007 på Søværnets fleksible støtteskibe af Absalon-klassen.

## Beskrivelse
Skjoldet på Millennium kanonen er designet med henblik på stealth og dermed udgør et så lille mål som muligt. Systemet kan holde ca. 252 stykker 35 mm ammunition i magasinet, hvilket betyder at et magasin kan række til over 8 missilengagementer uden genladning. Der kræves ikke nogen speciel tilpasning af skibet for at få plads til systemet, der skal bare være adgang til en strømkilde og datakabler til ildledelsessystemet. I tilfælde af strømsvigt fortsætter systemet fuldt funktionsdygtig på grund af reservebatterier. I løbets munding sidder der en sensor der er i stand til at programmere de programmerbare AHEAD (Advanced Hit Efficiency And Destruction) projektiler som de forlader løbet. Denne sensor programmerer i hvilken afstand wolfram-cylinderene skal spredes i. Hvert projektil spreder 152 stabiliserede wolfram cylindere som skaber en kegleformet sværm af cylindere til at nedkæmpe luft eller overflademål. Hvert AHEAD patron vejer 1.78 kg, hvori der er et 750 gram projektil med et sprænghoved på 500 gram. Hvert af de 152 wolfram-cylindere vejer 3,3 gram og den maksimale engagementsrækkevidde er 5 kilometer, hvorefter projektilet automatisk selvdestruerer.

## Brugere
- Søværnet
  - Absalon-klassen (under navnet Mk M/04 LvSa)
  - Iver Huitfeldt-klassen (under navnet Mk M/04 LvSa)

## Reference
- Lockheed Martin Millennium 35 mm naval gun system (engelsk) Arkiveret 5. maj 2011 hos  Wayback Machine
- Globalsecurity.org: MDG-351 Millenium Gun (engelsk)